# Byron (Illinois)
Byron è un comune degli Stati Uniti d'America, situato in Illinois, nella Contea di Ogle.